# José Antonio González Caviedes
José Antonio González Caviedes (Remondo, Segovia, 28 de noviembre de 1938-Montuenga, Segovia, 4 de diciembre de 1996) fue un político español.

## Biografía
Fue profesor de Enseñanza Media y más tarde se convertiría en alcalde de Olmedo, durante el periodo franquista. Una vez restablecida la democracia fue alcalde bajo las siglas de Alianza Popular. Posteriormente, con el Partido Popular,  fue miembro del Senado de España, elegido tres veces por la Circunscripción electoral de Valladolid y la Provincia de Valladolid, en la IV Legislatura de España el 29 de octubre de 1989 con juramento el 21 de noviembre, reelecto en la V Legislatura de España el 6 de junio de 1993 con juramento el 29 de junio y en la VI Legislatura de España el 3 de marzo de 1996 con juramento el 27 de marzo. Ocupó su puesto de senador hasta su muerte el 4 de diciembre de 1996.
Se casó con María de las Mercedes Durántez de Prado, profesora en el instituto Alfonso VI de Olmedo, y tuvo tres hijos. Una de ellas, Miriam González Durántez, es abogada en Inglaterra y se casó en el año 2000 con el político social liberal británico Nick Clegg, exvice primer ministro del Reino Unido (2010-2015).